# Peter Disera
Peter Disera (Bradford, 21 februari 1995) is een Canadees wegwielrenner en mountainbiker die anno 2016 rijdt voor H&R Block Pro Cycling.

## Carrière
In 2012 werd Disera derde op het nationale crosscountrykampioenschap voor junioren. Een jaar later werd hij zowel nationaal juniorenkampioen in de tijdrit op de weg als in het crosscountryonderdeel op de mountainbike. Na in augustus de wereldbekermanche in Mont-Sainte-Anne te hebben gewonnen, nam Disera ruim twee weken later deel aan het wereldkampioenschap. Hier finishte hij achter de Duitser Lukas Baum als tweede.
In 2014 nam Disera deel aan de beloftenwedstrijd op de Canadese kampioenschappen op de mountainbike. Hier eindigde hij achter Léandre Bouchard en Mitchell Bailey als derde. Een jaar later stond hij één trede hoger, om in 2016 plaats te mogen nemen op het hoogste schavot. In 2016 won hij daarnaast de vierde etappe in de Sea Otter Classic en werd hij op de weg vierde in de laatste etappe van de Ronde van Alberta.

## Crosscountry

### Palmares
| Seizoen  | Wereldbeker      | WK       | CK       | Overige          | Totaal aantal zeges |
| Junioren | Junioren         | Junioren | Junioren | Junioren         | Junioren            |
| -------- | ---------------- | -------- | -------- | ---------------- | ------------------- |
| 2012     |                  | 73e      | Brons    |                  | 0                   |
| 2013     | Mont-Sainte-Anne | ↑        | Goud     |                  | 2                   |
| Beloften |                  |          |          |                  |                     |
| 2014     |                  | 38e      | Brons    |                  | 0                   |
| 2015     |                  | 31e      | Zilver   |                  | 0                   |
| 2016     |                  |          | Goud     |                  | 1                   |
| Elite    |                  |          |          |                  |                     |
| 2015     |                  |          |          | Horseshoe Valley | 1                   |
| 2016     |                  |          |          | Oro              | 1                   |

## Wegwielrennen

### Overwinningen
2013
 Canadees kampioen tijdrijden, Junioren

## Ploegen
- 2015 –  H&R Block Pro Cycling
- 2016 –  H&R Block Pro Cycling